# Mělčany
Mělčany jsou obec v okrese Brno-venkov v Jihomoravském kraji. Rozkládají se v katastrálním území Mělčany u Ivančic na okraji Dyjsko-svrateckého úvalu. Žije zde 492 obyvatel. Obec Mělčany jsou členskou obcí Mikroregionu Ivančicko. 
Jedná se o vinařskou obec ve Znojemské vinařské podoblasti (viniční tratě Veselá hora, Seslice, Nad Humny, Jezuity).

## Historie
První písemná zmínka o obci pochází z roku 1181.
V roce 1924 zde byl založen sbor dobrovolných hasičů. V roce svého založení měl 78 členů, z toho 45 činných a 33 přispívajících.
Dne 13. června 2015 se v obci konaly nové obecní volby.

## Obyvatelstvo
| Rok            | 1869 | 1880 | 1890 | 1900 | 1910 | 1921 | 1930 | 1950 | 1961 | 1970 | 1980 | 1991 | 2001 | 2011 | 2021 |
| -------------- | ---- | ---- | ---- | ---- | ---- | ---- | ---- | ---- | ---- | ---- | ---- | ---- | ---- | ---- | ---- |
| Počet obyvatel | 539  | 561  | 613  | 644  | 675  | 640  | 634  | 584  | 607  | 556  | 489  | 464  | 430  | 482  | 479  |
| Počet domů     | 86   | 91   | 98   | 110  | 120  | 122  | 133  | 144  | 141  | 139  | 132  | 151  | 156  | 163  | 169  |

Vývoj počtu obyvatel

## Pamětihodnosti
- Kaple Nanebevzetí Panny Marie
- Socha svatého Jana Nepomuckého
- venkovský dům č.p. 18

## Osobnosti
- Tomáš Šimbera (1817–1885), římskokatolický kněz a zemský poslanec

## Galerie

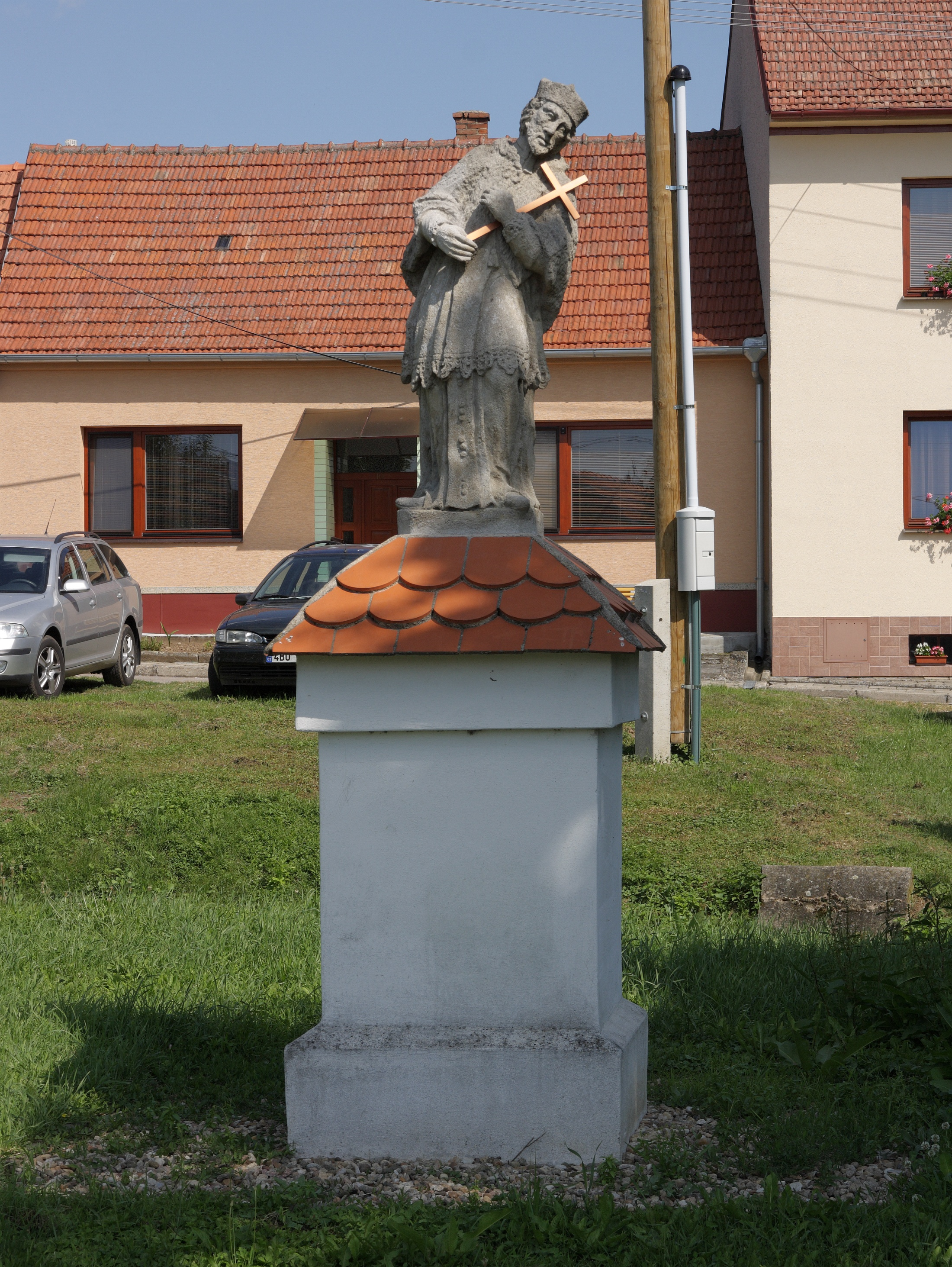
Socha svatého Jana Nepomuckého
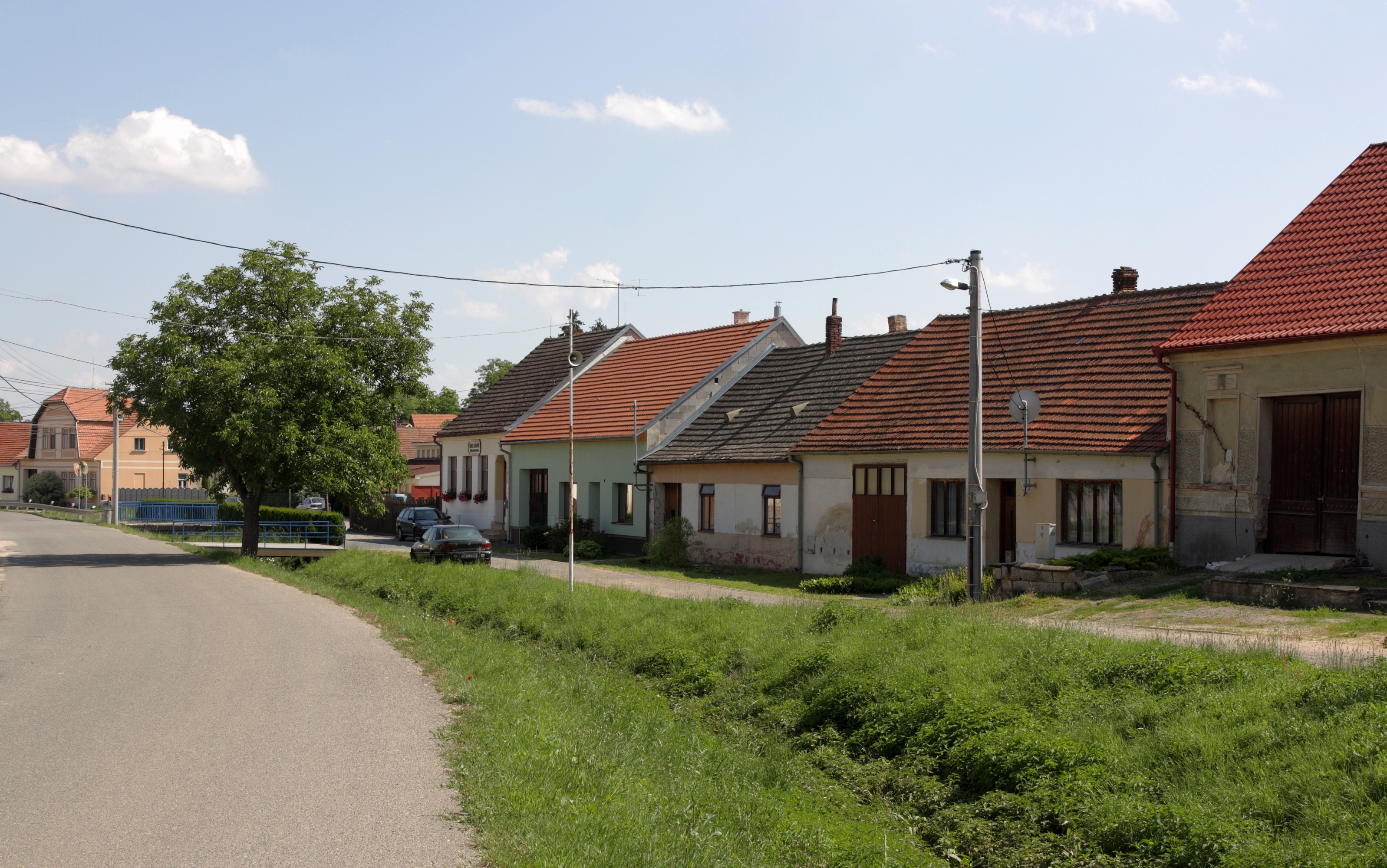
Hlavní ulice
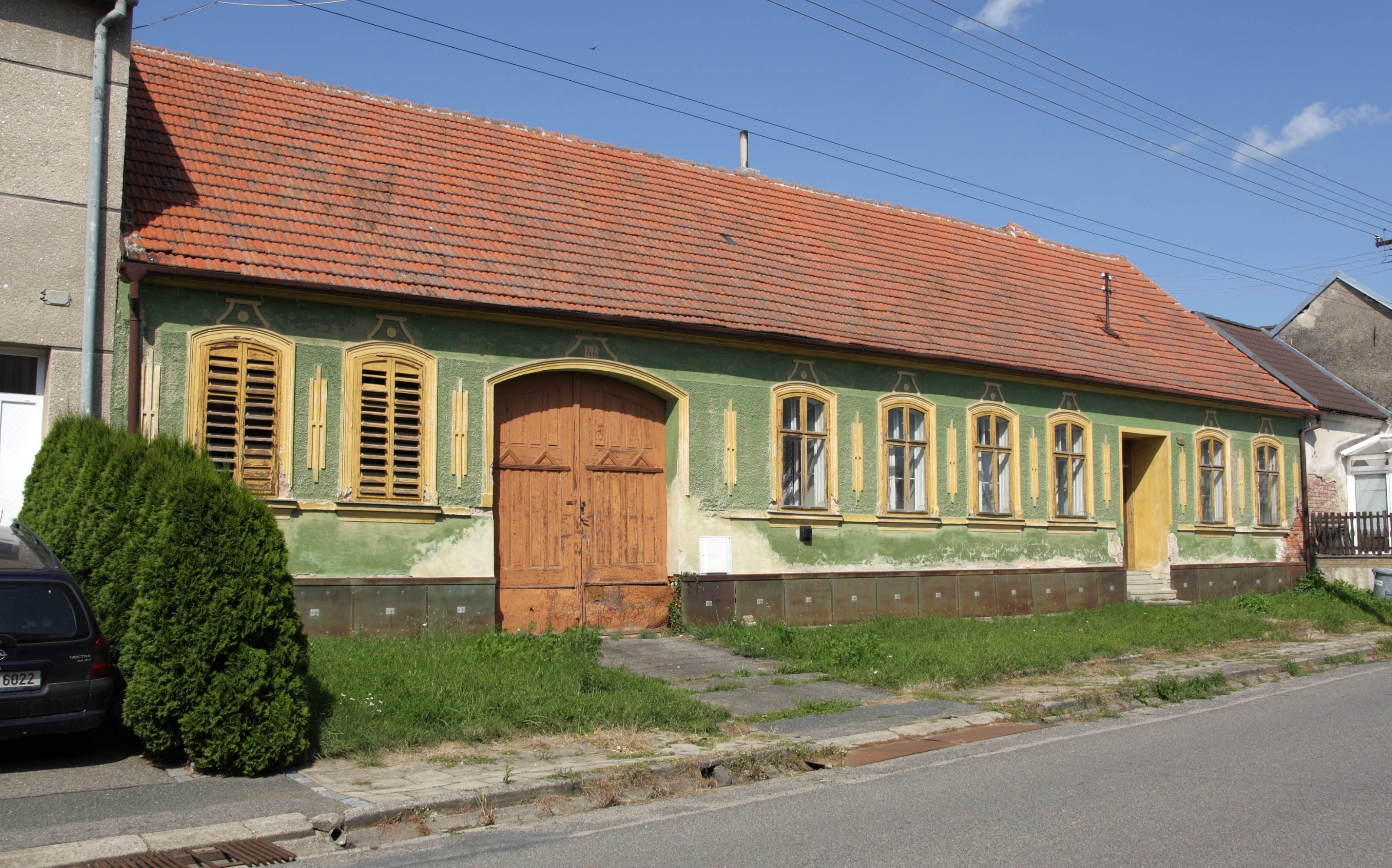
Venkovský dům č.p. 18